# Mörschenhardt
Mörschenhardt ist ein Ortsteil von Mudau im Neckar-Odenwald-Kreis in Baden-Württemberg.

## Geographie
Mörschenhardt liegt im Odenwald auf etwa 490 m ü. NHN auf einem Plateau zwischen den Tälern von Teufelsbach und Mud. Südöstlich des Ortes liegt das Dorf Donebach. Im Norden verläuft die Landesgrenze zu Bayern mit dem zu Kirchzell gehörenden Ort Preunschen.

## Geschichte
Der Name Mörschenhardt besteht wohl aus den altdeutschen Wörtern „Mörsch“, was sumpfiges Quellgebiet bedeutet, und „Hardt“ für Wald. Erstmals urkundlich erwähnt wurde der Ort am 19. Mai 1271 anlässlich des Verkaufs der Burg Wildenberg mit den zugehörigen Dörfern Kirchzell, Buch, Preunschen, Donebach, Mörschenhardt, Schloßau und Mudau durch Ulrich von Dürn und seine Gemahlin Adelheid an das Erzstift Mainz.
1803 kam der Ort kurzzeitig zum Fürstentum Leiningen und 1806 zum Großherzogtum Baden. 1838 wurde die Gemeinde Ernsttal nach Mörschenhardt eingemeindet. Am 1. September 1971 wurde Mörschenhardt in die Gemeinde Mudau eingegliedert.